# Etheostoma brevispinum
Etheostoma brevispinum is een straalvinnige vissensoort uit de familie van de echte baarzen (Percidae). De wetenschappelijke naam van de soort is voor het eerst geldig gepubliceerd in 1926 door Coker.